# هجوم تل أبيب 2022
هجوم تل أبيب 2022 هو إطلاق نار حدث في شارع ديزنغوف في تل أبيب في 7 أبريل من عام 2022 نفذه شاب فلسطيني يدعى رعد فتحي حازم في المكان مستخدمًا سلاح رشاش في العملية، قُتل في الهجوم 3 إسرائيليين وأصيب أكثر من 10 آخرون، قتُل رعد حازم بعد 9 ساعات من الهجوم في مسجد في يافا بعد اشتباك مع مجموعة من جنود الشاباك والشُرطة.

## خلفية
مع أقتراب حلول شهر رمضان بالنسبة للفلسطينيين الذي تكثر المواجهات فيه دائمًا بينهم وبين الإسرائيليين، ومع وقوع 3 عمليات أو هجمات نفذها الفلسطينيون ضد الإسرائيليين. وقُتل خلال الهجمات 11 إسرائيليًا.
ويذكر أن آخر العمليات الإنتحارية القوية التي حدثت في إسرائيل كانت في الانتفاضة الفلسطينية الأولى والانتفاضة الفلسطينية الثانية، وبعدها قلت العمليات الإنتحارية كعمليات الدهس والطعن وإطلاق النار بشكل كبير.

## الهجوم
في تمام الساعة التاسعة مساءًا هناك، أطلق شخص يرتدي ملابس سوداء النار في ثلاث مواقع في شارع ديزنغوف وهو شارع رئيسي ومهم يقع في وسط تل أبيب، وتم نقل 10 أشخاص إلى المستشفى وتوفي أثنان منهم وأصيب 12 شخصًا في الهجوم بينهم 4 في حالة خطرة وبعدها تم الإعلان عن إصابة 16 شخصًا في الهجوم، بينما قُتل الثالث في المستشفى متأثرًا بجراحه.
تم أستدعاء 1000 جندي من فرقة النخبة وكذلك بعض الأجهزة الأمنية والأستخباراتية الأخرى كالشاباك وجرت مطاردة واسعة وتحقيق كبيرة في الموقع من أجل الوصول إلى المنفذ لكنه هرب مشيًا على الأقدام بإتجاه مدينة يافا ولكن أستطاعت الشرطة الإسرائيلية الحصول على صورته عن طريق كاميرات المراقبة في بعض الأماكن المختلفة التي مر بها رعد حازم، وفي تمام الساعة 4:00 فجرًا تم الوصول إلى رعد حازم الذي كان موجودًا في أحد مساجد يافا وبعد إشتباك مع الشاباك والشرطة لرفضه خيار تسليم نفسه قُتل رعد حازم بعد الإشتباك.

## المنفذ
تبين فيما بعد أن المنفذ هو رعد فتحي حازم وهو شاب فلسطيني من مخيم جنين في شمال الضفة الغربية يبلغ من العمر 29 عامًا عند تنفيذ العملية، وكان حازم قد صلى في أحد مساجد شارع يافت قبل إطلاق النار وهو نفسه المكان الذي قُتل فيه، ولا ينتمي رعد حازم لأي حركة مقاومة.